# Lasioglossum simplex
Lasioglossum simplex is een vliesvleugelig insect uit de familie Halictidae. De wetenschappelijke naam van de soort is voor het eerst geldig gepubliceerd in 1901 door Robertson.